# Valentín Beniak
Valentín Beniak (19. února 1894 Chynorany – 6. listopadu 1973 Bratislava) byl slovenský básník a překladatel, představitel symbolismu, který se politicky angažoval během existence první Slovenské republiky.

## Život
Narodil se v rolnické rodině a vzdělání získal v letech 1900–1906 v Chynoranech, v roce 1913 v Topolčanech a v letech 1914–1916 v Nitře. V letech 1916–1917 pokračoval ve studiu na právnické fakultě v Budapešti, ale z finančních důvodů musel studium zanechat. Pracoval jako praktikant na notářském úřadě, později jako podnotář v Bánově, v letech 1919–1935 byl vedoucím notářem v Chynoranech, v letech 1936–1939 v Nové Bani. V roce 1939 se přestěhoval do Bratislavy, kde pracoval jako úředník. Působil v prezidentské kanceláři Jozefa Tisa a později pokračoval ve své úřednické kariéře jako vedoucí sekretariátu ministerstva vnitra (od roku 1940 byl ministrem Šaňo Mach). V roce 1939 nebo 1940 byl zvolen předsedou Spolku Slovenských spisovatelů a ve funkci setrval až do roku 1945, kdy začal pracovat na pověřenectvu školství a osvěty. V roce 1947 odešel do důchodu.

## Tvorba
Publikovat začal v roce 1922 v časopise Slovenské pohledy. Jeho tvorbu ovlivňoval např. Ivan Krasko, Endre Ady či Jiří Wolker. Ve svých básních vyjadřoval zejména hluboké pouta k domovu, k rodné zemi a její lidem. Popisoval tragiku lidských osudů, ale i vlastního života, lásku k člověku a soucit s jeho neštěstím. Také se s čtenáři dělil o dojmy se setkáními se světem. Jeho první tvorba se řadí k symbolismu a poetismu (Ozvěny kroků, Lunapark aj.). V zralé tvorbě se soustředil na problematiku existenciální (např. Brečící Amor, Sonety podvečerní). Jeho knihy veršů vyšly ve třech svazcích Vybraných spisů. Po skončení 2. světové války se věnoval více překladům, a to zejména z anglické, maďarské a německé literatury (William Shakespeare, Johann Wolfgang Goethe, Oscar Wilde, Imre Madách a jiní).

## Dílo

### Básnické sbírky
- 1928 – Tiahnime ďalej oblaky
- 1931 – Ozveny krokov
- 1933 – Kráľovská reťaz
- 1936 – Lunapark
- 1936 – Poštový holub
- 1938 – Bukvica
- 1939 – Vigília
- 1941 – Žofia
- 1942 – Druhá Vigília
- 1942 – Popolec
- 1942 – Strážcovia a strážkyne Slovenska (spoluautor Martin Benka)
- 1944 – Igric
- 1967 – Hrachor
- 1969 – Plačúci Amor
- 1970 – Sonety podvečerné
- 1971 – Medailóny a medailónky

### Výběry z básní
- 1966 – Reťaz
- 1968 – Klásky zo zberu

### Vybrané spisy
- 1975 – Domov a diaľky, 1. díl
- 1976 – Piesne podvečerné, 2. díl
- 1981 – Igricove spevy, 3. díl

### Ostatní díla
- 1943 – Sebe i vám, eseje
- 1957 – Večerná blýskavica, výběr z maďarské poezie 20. století